# Paraletes pogo
Paraletes pogo là một loài nhện trong họ Linyphiidae.
Loài này thuộc chi Paraletes. Paraletes pogo được František Miller miêu tả năm 2007.